# Hwanghae
|  | Aquest article tracta sobre una antiga província de Corea. Si cerqueu la pel·lícula de 2010, vegeu «El mar groc». |

Hwanghae va ser una de les Vuit Províncies de Corea durant la dinastia Joseon. Es trobava a l'oest de la península de Corea i la capital era Haeju. La província es va formar l'any 1395, amb el nom de Punghae, i va ser rebatejada el 1417 amb el nom actual. El seu territori és dividit en l'actualitat per les províncies norcoreanes de Hwanghae del Nord i Hwanghae del Sud